# Changle (Weifang)
Changle léase en chino: Chang-Lé, lit. 'Chang2le4.ogg' (en chino:昌乐县, pinyin:Chānglè xiàn) es un condado bajo la administración directa de la ciudad-prefectura de Weifang. Se ubica al este de la provincia de Shandong, este de la República Popular China. Su área es de 1101 km² y su población total para 2010 fue +600 mil habitantes. 

## Administración
El condado de Changle se divide en 9 pueblos que se administran en 5 subdistritos y 4 poblados.